# Mimusops obtusifolia
Mimusops obtusifolia là một loài thực vật có hoa trong họ Hồng xiêm. Loài này được Lam. mô tả khoa học đầu tiên năm 1797.